# Yang Hee-kyung
Yang Hee-kyung (3 de diciembre de 1954) es una actriz surcoreana.

## Filmografía

### Series de televisión
| Año  | Título                            | Red       | Ref.        |
| ---- | --------------------------------- | --------- | ----------- |
| 1985 | Tiger Teacher                     |           |             |
| 1990 | Bizarre Family, Bizarre School    |           |             |
| 1991 | What Is Love                      | MBC       |             |
| 1992 | Promise                           |           |             |
| 1993 | Unstoppable Love                  |           |             |
| 1993 | Mountain Wind                     |           |             |
| 1994 | Daughters of a Rich Family        | KBS2      |             |
| 1994 | Partner                           |           |             |
| 1995 | Men of the Bath House             | KBS2      |             |
| 1997 | Women                             |           |             |
| 1998 | Lie                               | KBS2      |             |
| 1998 | Run Barefoot                      |           |             |
| 1999 | Did We Really Love?               | MBC       |             |
| 1999 | The Last War                      |           |             |
| 1999 | I'm Still Loving You              |           |             |
| 1999 | You Don't Know My Mind            | MBC       |             |
| 2000 | School 3                          | KBS1      |             |
| 2000 | The Aspen Tree                    |           |             |
| 2001 | Like Father, Unlike Son           | KBS2      |             |
| 2001 | More Than Words Can Say           | KBS1      |             |
| 2002 | Since We Met                      | MBC       |             |
| 2002 | Girl's School                     | KBS2      |             |
| 2003 | Over the Green Fields             | KBS2      |             |
| 2003 | Love Letter                       | MBC       |             |
| 2003 | Sang Doo! Let's Go to School      | KBS2      |             |
| 2003 | Long Live Love                    | SBS       |             |
| 2004 | The Autumn of Major General Hong  | SBS       |             |
| 2005 | Take My Hand                      | KBS1      |             |
| 2005 | Be Strong, Geum-soon!             | MBC       |             |
| 2005 | Super Rookie                      | MBC       |             |
| 2006 | My Beloved Sister                 | MBC       |             |
| 2006 | Here Comes Ajumma                 | KBS2      |             |
| 2007 | Dal-ja's Spring                   | KBS2      |             |
| 2007 | Behind the White Tower            | MBC       |             |
| 2008 | One Mom and Three Dads            | KBS2      |             |
| 2008 | Chunja's Happy Events             | MBC       |             |
| 2008 | My Life's Golden Age              | MBC       |             |
| 2008 | Star's Lover                      | SBS       |             |
| 2009 | The Road Home                     | KBS2      |             |
| 2009 | Two Wives                         |           |             |
| 2009 | Tamra, the Island                 | MBC       |             |
| 2009 | Creating Destiny                  | MBC       |             |
| 2010 | Obstetrics and Gynecology Doctors | SBS       |             |
| 2010 | Prosecutor Princess               | SBS       | [ 6 ]       |
| 2010 | The President                     | KBS2      |             |
| 2011 | War of the Roses                  | SBS       |             |
| 2011 | The Women of Our Home             | KBS1      |             |
| 2011 | Birdie Buddy                      | tvN       |             |
| 2011 | Drama Special "Terminal"          | KBS2      |             |
| 2011 | What's Up?                        | MBN       |             |
| 2012 | Daddy's Sorry                     | TV Chosun |             |
| 2012 | My Husband Got a Family           | KBS2      |             |
| 2012 | Ms Panda and Mr Hedgehog          | Channel A |             |
| 2012 | The Birth of a Family             | SBS       |             |
| 2013 | Childless Comfort                 | jTBC      |             |
| 2013 | Secret Love                       | KBS2      | [ 7 ] [ 8 ] |
| 2013 | Thrice Married Woman              | SBS       |             |
| 2014 | Cunning Single Lady               | MBC       |             |
| 2014 | Witch's Romance                   | tvN       |             |
| 2014 | What's With This Family           | KBS2      |             |
| 2015 | My Heart Twinkle Twinkle          | SBS       |             |
| 2015 | Who Are You: School 2015          | KBS2      |             |
| 2015 | High Society                      | SBS       |             |
| 2015 | The Great Wives                   | MBC       |             |
| 2015 | Because It's the First Time       |           |             |
| 2016 | Yeah, That's How It Is            |           |             |
| 2018 | Goodbye to Goodbye                |           |             |
| 2019 | Unasked Family                    |           |             |
| 2021 | Secret Royal Inspector Joy        | tvN       |             |
| 2022 | If You Wish Upon Me               | KBS2      | [ 9 ]       |
| 2022 | Love Is for Suckers               | ENA       | [ 10 ]      |

### Cine
| Año  | Título                      |
| ---- | --------------------------- |
| 1987 | Just Once                   |
| 1993 | That Woman, That Man        |
| 1994 | Out to the World            |
| 1995 | The Hair Dresser            |
| 1995 | Man?                        |
| 1996 | The River Flows to Tomorrow |
| 1996 | Corset                      |
| 2000 | Peppermint Candy            |
| 2007 | Scout                       |
| 2008 | Sweet Lie                   |
| 2011 | Sunny                       |
| 2013 | Boomerang Family            |

## Teatro
| Año  | Título                   |
| ---- | ------------------------ |
| 1985 | The Chronicles of Han    |
| 1995 | An Old Prostitute's Song |
| 2001 | Nunsense                 |
| 2005 | An Old Prostitute's Song |
| 2008 | Minja's Golden Age       |
| 2010 | Pimatgol Sonata          |
| 2010 | Nunsensations            |
| 2011 | How Far Have You Come?   |
| 2011 | Pimatgol Sonata          |
| 2013 | Sooni's Uncle            |
| 2013 | The Sound of Music       |

## Discografía
| Información del álbum                                                                          | Lista de pistas |
| ---------------------------------------------------------------------------------------------- | --- |
| 웃음진 그 날이 올때까지 - Álbum - Lanzamiento: 1 de junio de 1991 - Etiqueta: Samhwa Registros | Track listing 1. 해지는 소리 2. 외사랑 3. 들녘 4. 새벽꿈 5. 어떤 가을 6. 화장을 한뒤부터 7. 그늘진 사랑 8. 오늘만 넘기면 9. 그랬으면 좋겠네 10. 거룩한 밤 |